# Grönryggig astrild
Grönryggig astrild (Coccopygia quartinia) är en fågel i familjen astrilder inom ordningen tättingar.

## Utseende och läte
Grönryggig astrild är en liten astrild med grått huvud, gul buk, olivgrön rygg och svart stjärt. I flykten syns den röda övergumpen tydligt. Noterbart är även en tvåfärgad näbb i svart och rött. Lätet är ett klart "swee", ofta avgivet i flykten.

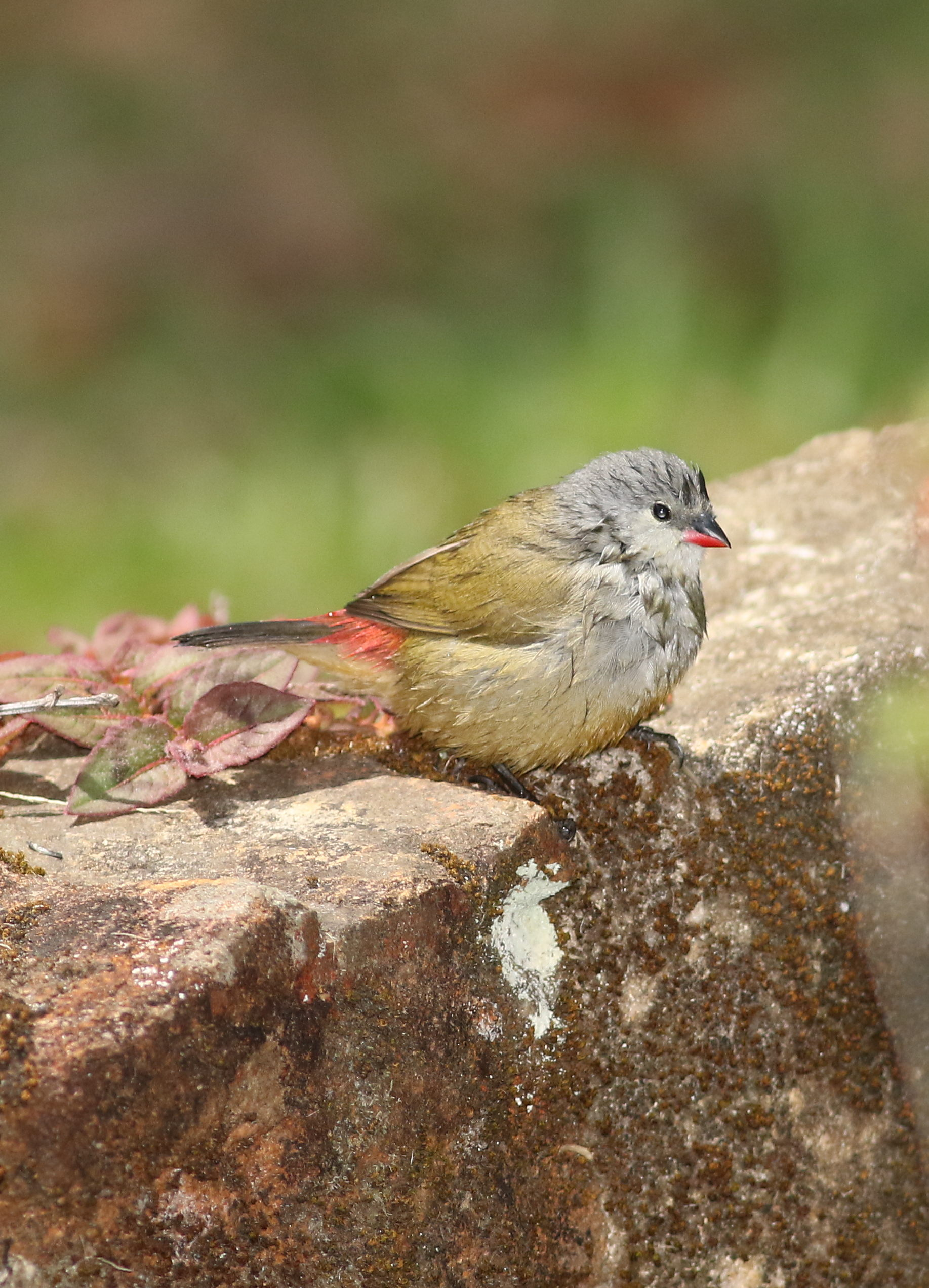
Grönryggig astrild fotograferad i Zimbabwe.

## Utbredning och systematik
Grönryggig astrild delas upp i tre underarter:
- Coccopygia quartinia quartinia – höglänta områden i Etiopien och Eritrea
- Coccopygia quartinia kilimensis – sydostligaste Sydsudan, östra Demokratiska republiken Kongo, Uganda och Kenya till norra och centrala Tanzania
- Coccopygia quartinia stuartirwini – södra och östra Tanzania till östra Zimbabwe

Tidigare betraktades den som en underart till svartkindad astrild (C. melanotis). 

## Levnadssätt
Grönryggig astrild hittas i bergstrakter, i lummiga buskmarker, trädgårdar, odlingsbygd, gräsmarker och skogsbryn. Den födosöker ofta efter gräs utmed vägkanter. Fågeln ses vanligen i småflockar.

## Status
Arten har ett stort utbredningsområde och beståndet anses stabilt. Internationella naturvårdsunionen IUCN listar den därför som livskraftig (LC).